# Margarita Fabini
Margarita Fabini Russell (Montevideo, 24 de gener del 1901 - 9 de novembre del 1992) va ser una escultora uruguaiana l'obra de la qual s'especialitza en bustos de personalitats de l'època, que s'integren dintre el paisatge urbà. En casar-se passà a anomenar-se Margarita Camou. Neboda del reconegut músic uruguaià Eduardo Fabini, fou criada en un ambient artístic, recolzat per la seua família en la vocació d'escultora que sentí des de xiqueta.
En el context històric en què l'artista es desenvolupà, les comandes d'obres eren tan importants com les exposicions realitzades. El procés creador en el taller era objecte de seguiment per part dels crítics d'art i publicat en premsa especialitzada, de manera que existia un productiu intercanvi entre artistes que se celebraven mútuament, es modelaven i es pintaven, de manera que ha quedat un registre important d'aquesta època.
Un dels bustos realitzats per Margarita Fabini representa a la poetessa Juana de Ibarbourou, qui, en veure l'obra a l'estudi del barri Carrasco, exclamà: “¡Parece una Minerva de veinte años!”. Per a Margarita aquesr retrat de Juana la representa com a "algo de diosa pagana, pero con rasgos de madurez"

## Formació i reconeixements
Estudià escultura amb el professor Antonio Pena, a l'Escola Industrial i al “Círculo Fomento de Bellas Artes”, al temps treballava como a professora a la Universitat de Dones. Exposà les seues obres en els “Salones de Primavera” organitzats pel “Círculo”. Rebé esments en salons nacionals, així com al “Primer Salón del Litoral de Artes Plásticas”. Va obtindre el primer premi al “Primer Salón Nacional de Bellas Artes” el 1937, participà en diversos Salons i exposà individualment a l'Asociación Cristiana de Jóvenes.

## Obra
Presenta una manifesta vocació pel retrat i els llocs escollits per a l'emplaçament de les seves obres mostren el grau de valoració dels mateixos. Per exemple, el bust del filòsof Carlos Vaz Ferreira a la  Biblioteca Nacional, de Eduardo Fabini a la plaça que porta el seu nom, al barri Malvín, del president de la República Baltasar Brum a la Casa del Partit Colorado, del polític i periodista César Batlle Pacheco, de l'artista i crítica Amalia Polleri, del president del club esportiu Defensor Sporting Luis Franzini, a la placeta del mateix nom, entre d'altres. Una altra de les seues obres està a la entrada de l'escola pública nº 102 de Montevideo i és el bust de l'escriptora Juana de Ibarbourou, que dona nom a l'esmentat col·legi.
Les seves obres integren el patrimoni del Museo Nacional de Artes Visuales
El 2015, al Museo Blanes, es presentà la mostra “Escultores uruguayos de los siglos XIX y XX. La figura Humana”, on són presents obres de la l'artista.